# Strohdach

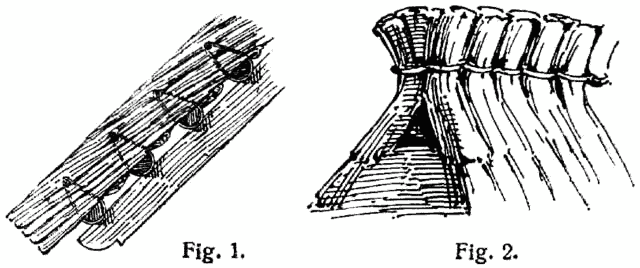
Strohdach

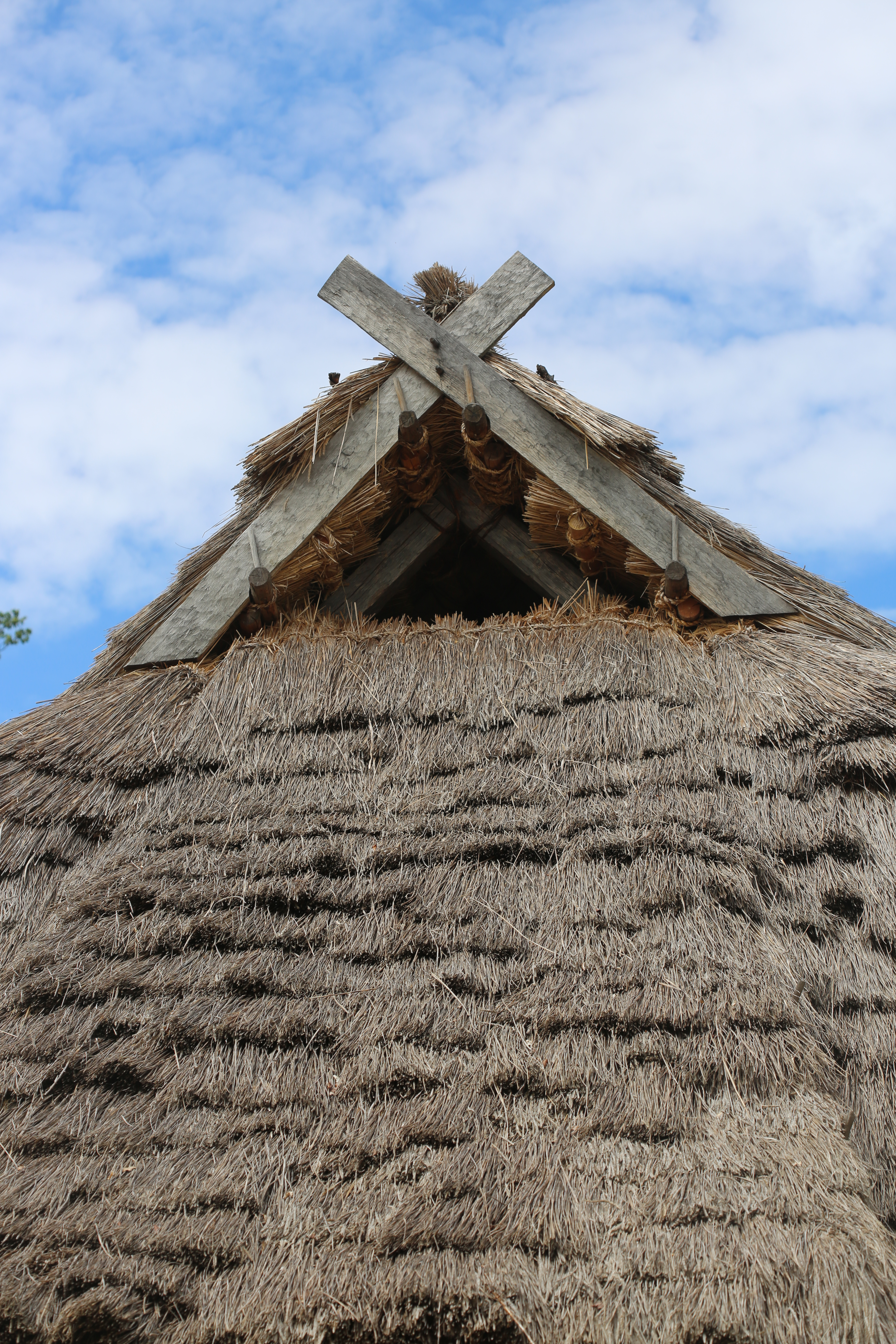
Strohdach

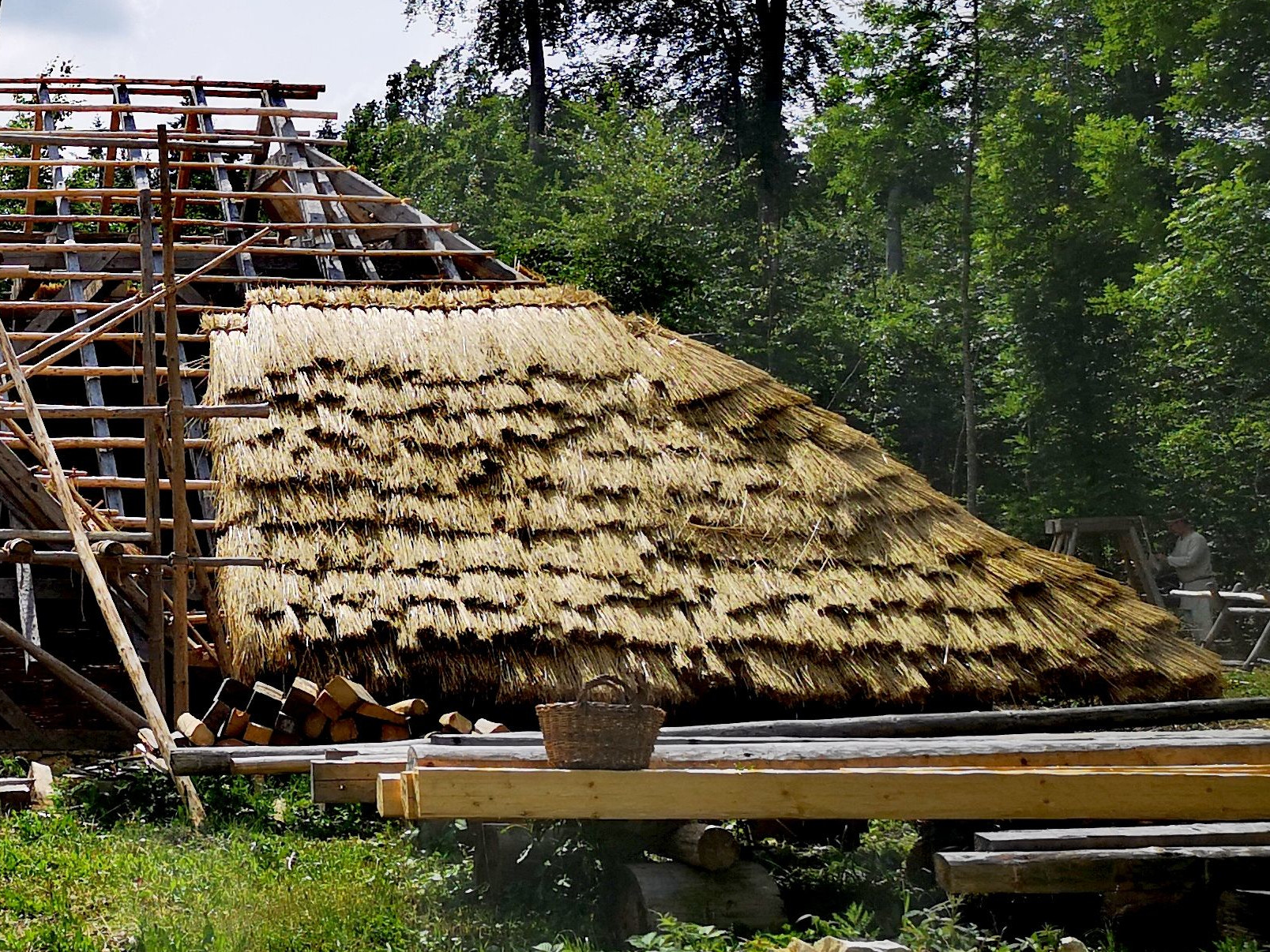
Eindecken eines Strohdachs

Ein Strohdach ist ein mit Stroh gedecktes Dach, das einem Reetdach ähnelt. Diese Bedachungsart war bis zur ersten Hälfte des 20. Jahrhunderts üblich, nahm aber aufgrund von Verboten wegen der Brandgefährdung ab und wird heute nur noch vereinzelt angewendet. Strohdächer waren früher auf der Wetterseite auf 25 Jahre und auf der Kehrseite auf 30 Jahre Haltbarkeit ausgelegt. Die Strohbündel für die Dächer (Dachschauben) wiesen meist einen Durchmesser von 6 Zoll (1/2 Fuß; 15,24 Zentimeter) auf.
Als Handwerkzeug benutzte der Strohdecker ein großes scharfes Messer und ein Deckbrett. Auf dem Deckbrett war ein großer Holzgriff und ein langer Eisenspieß zum Einhaken in das Stroh. Mit diesem Brett wurden die ausgebreiteten Roggenstrohhalme an den Stoppelenden in die schräge Lage geklopft, gestrichen und gestriegelt, wobei das Messer schräge Halmenden schnitt.
Als Stroh wurde nur Roggenstroh verwendet, welches mit der Sichel geschnitten sein musste, damit kein Halm geknickt war. Ebenfalls ist beim Dreschen besondere Sorgfalt erforderlich (z. B. manuelles Dreschen mit Dreschflegel). Vollständiges Ausdreschen ist wichtig, damit das Stroh auf dem Dach nicht zu keimen beginnt.
Wenn das Dach beiderseits mit Stroh belegt war, wurde das überstehende Stroh auf dem Dachfirst umgebogen und darauf die Firstdecke mit Rasenwasen ausgelegt. Dieser Rasen war rechteckig abgehauen, ein Fuß breit, drei Fuß lang und 2½ bis 3 cm dick.
Die Büschel (auch Schab oder Schaub) werden mit Strohseil zusammengehalten.

## Geschichte
Die Brandgefahren durch das vorherrschende Strohdach waren neben der Verwendung von Holz ein wesentlicher Grund für den Erlass von Anordnungen zur Verhütung eines Feuerbrandes unter Pfalzgraf Karl IV. aus dem Jahr 1772. Auch aus anderen Gebieten sind solche Verordnungen bekannt, wobei vor allem Städte schon recht früh gegen Strohdächer vorgingen, da die enge Bebauung die Ausbreitung von Bränden begünstigte. In ländlichen Gebieten konnten sich Strohdächer teilweise bis ins frühe 20. Jahrhundert halten, wurden dann aber aus Feuerschutzgründen und wegen der geringen Haltbarkeit durch Ziegel- oder Schieferdeckungen verdrängt.
Im Kanton Zürich in der Schweiz wurden Strohdächer gleichzeitig mit den Dächern aus Holzschindeln im Gebäudeversicherungsgesetz des Jahres 1832 verboten, respektive beschränkt im Falle der Schindeldächer „da, wo Verhältnisse der Örtlichkeit es durchaus erfordern“. Für die Holzschindeln gab es also Ausnahmen für einzelnstehende Gebäude und ebenso für Kirchtürme. Zuvor waren Strohdächer charakteristische Elemente im Ortsbild des Schweizer Mittellandes, speziell in Ackerbaugebieten. So standen in Ottenbach im Jahr 1844 noch rund 30 strohgedeckte Scheunen.
Heutzutage ist es eine Herausforderung, Stroh in ausreichender Länge zu beschaffen, da moderne Getreidesorten nicht mehr so hoch wachsen wie historische Getreidesorten.